# Ceferino Estrada
Ceferino Estrada Saucillo (* 26. August 1945 in Comonfort (Guanajuato); † 24. November 2003) war ein mexikanischer Radrennfahrer.

## Sportliche Laufbahn
Estrada war im Straßenradsport und im Bahnradsport aktiv. Er war Teilnehmer der Olympischen Sommerspiele 1976 in Montreal. Im Mannschaftszeitfahren kam das mexikanische Team mit José Castañeda, Rodolfo Vitela, Ceferino Estrada und Francisco Huerta auf den 18. Rang.
Bei den Panamerikanischen Spielen 1974 holte er die Goldmedaille im Mannschaftszeitfahren. 1975 gewann Mexiko mit Rubén Camacho, Rodolfo Vitela, Francisco Huerta und Ceferino Estrada erneut die Goldmedaille. 1971 holte er einen Etappensieg in der Kuba-Rundfahrt, 1976 im Etappenrennen Carrera Transpeninsular.